# Xysticus fienae
Xysticus fienae är en spindelart som först beskrevs av Rudy Jocqué 1993.  Xysticus fienae ingår i släktet Xysticus och familjen krabbspindlar.
Artens utbredningsområde är Spanien. Inga underarter finns listade i Catalogue of Life.